# جان دیوید واشینگتن
جان دیوید واشینگتن (انگلیسی: John David Washington؛ زادهٔ ۲۸ ژوئیهٔ ۱۹۸۴) بازیگر و بازیکن سابق فوتبال آمریکایی است. او پسر بازیگر دنزل واشینگتن است. او کار خود را با فوتبال کالجی در کالج مورهاوس آغاز کرد و در سال ۲۰۰۶ با سنت لوئیس رامز به عنوان بازیکن آزاد قرارداد بست.
واشینگتن به سمت بازیگری، شغل والدینش، روی آورد. او بخشی از بازیگران اصلی سریال کمدی فوتبالیست‌ها (۲۰۱۵–۲۰۱۹) بود. نقش موفقیت‌آمیز او با درام جنایی بلکککلنزمن (۲۰۱۸) به کارگردانی اسپایک لی به دست آمد که برای آن نامزد جایزه گلدن گلوب بهترین بازیگر مرد – فیلم درام شد. واشینگتن از آن زمان نقش‌های اصلی فیلم‌هایی مانند تنت (۲۰۲۰)، مالکوم و ماری (۲۰۲۱) و آفریننده (۲۰۲۳) را به دست آورده است. او نخستین حضورش در تئاتر برادوی را در سال ۲۰۲۲ با احیای نمایش درس پیانو اثر آگوست ویلسون تجربه کرد و این نقش را در اقتباس سینمایی ۲۰۲۴ آن به کارگردانی برادرش مالکوم واشینگتن تکرار کرد.

## فیلم‌شناسی
| سال      | نام فیلم             | نقش                     | توضیحات          |
| -------- | -------------------- | ----------------------- | ---------------- |
| ۱۹۹۲     | مالکوم ایکس          | دانش آموز در کلاس هارلم |                  |
| ۱۹۹۵     | شیطان در لباس آبی    | پسر با تفنگ اسباب بازی  | اعتبار نیافته    |
| ۲۰۱۰     | کتاب الی             |                         | دستیار تولید     |
| ۲۰۱۵–۲۱۹ | فوتبالیست‌ها          | ریکی جرت                |                  |
| ۲۰۱۷     | عشق قافیه‌ها را می‌زند | ماهلیک                  |                  |
| ۲۰۱۸     | هیولاها و مردان      | دنیس ویلیامز            |                  |
| ۲۰۱۸     | هیولا                | ریچارد «بوبو» ایوانز    |                  |
| ۲۰۱۸     | بلکککلنزمن           | کارآگاه رون استالورث    |                  |
| ۲۰۱۸     | پیرمرد و تفنگ        | ستوان کلی               |                  |
| ۲۰۲۰     | تنت                  | پروتاگونیست             |                  |
| ۲۰۲۱     | مالکوم و ماری        | مالکوم الیوت            | همچنین تهیه‌کننده |
| ۲۰۲۱     | بکت                  | بکت                     |                  |
| ۲۰۲۲     | آمستردام             | هارولد وودزمن           |                  |
| ۲۰۲۳     | آفریننده             | جاشوا تیلور             |                  |
| ۲۰۲۴     | درس پیانو            | بوی ویلی چارلز          |                  |